# Dialogismos
Dialogismos (altgriechisch διαλογισμός, wörtlich „Durchgang durch die Rechnungen“) hieß in Ägypten der Gerichtstag (conventus), den der Praefectus Aegypti jährlich zwischen Januar und April in verschiedenen Städten des Landes abhielt. Dabei sprach er zu verschiedenen Themen, wie zum Beispiel Finanzangelegenheiten, Streitigkeiten zu Liturgien oder auch allgemeinen öffentlichen Arbeiten Recht.
Die Konventsorte waren (soweit bekannt): Pelusium (östliches Nildelta), Naukratis (westliches Delta), Xois, Iuliopolis, Memphis (Mittelägypten), aber auch Ptolemais Euergetis, Antinoupolis und Herakleopolis. Auch Koptos und Hermonthis (beide Oberägypten) könnten zu den Konventsorten gezählt haben.
Ab dem 2. Jahrhundert n. Chr. lautet der Terminus auch altgriechisch διαλογισμὸς καὶ δικαιοδοσία – dialogismos kai dikaiodosia (conventus und Rechtsprechung).
Die Vorladung zu einem Dialogismos wurde altgriechisch παραγγελία – parangelia genannt und war im Normalfall an den Gau-Strategen gerichtet.